# Hexakyanoželezitany
Hexakyanoželezitany jsou soli aniontu se vzorcem [Fe(CN)6]3−; nejběžnější je hexakyanoželezitan draselný, červená krystalická látka používaná v organické chemii jako oxidační činidlo.

## Vlastnosti
[Fe(CN)6]3− se skládá z centra tvořeného železitým iontem (Fe3+), na které se váže šest kyanidových ligandů v oktaedrické geometrii. Grupa symetrie komplexu je Oh. Komplex je nízkospinový a snadno se redukuje na hexakyanoželeznatanový ion [Fe(CN)6]4−. Tato přeměna je vratná a nedochází při ní k tvorbě nových ani zániku starých vazeb Fe–C:
[Fe(CN)6]3− + e− ⇌ [Fe(CN)6]4−
Tento redoxní pár slouží jako standard v elektrochemii.
Oproti jednoduchým kyanidům, jako například draselnému, jsou hexakyanoželezitany mnohem méně toxické, což je způsobeno silnější vazbou mezi kyanidovým iontem (CN−) a Fe3+, ale mohou reagovat s minerálními kyselinami za uvolnění kyanovodíku.

## Použití
Reakcemi hexakyanoželezitanů se železnatými solemi vzniká berlínská modř, používaná jako barvivo v diazotypii.